# Конвас-автомат
Ко́нвас-автома́т — профессиональный ручной киносъёмочный аппарат с зеркальным обтюратором, рассчитанный на использование 35-мм киноплёнки по ГОСТ 4896. Один из самых известных и массовых советских киноаппаратов, выпускавшийся в разных модификациях в общей сложности с 1954 до 1992 года. Предназначен для съёмки с рук и со штатива фильмов обычного формата, широкоэкранных и кашетированных с размерами и расположением изображения по ГОСТ 24229.

## Историческая справка
Название киносъёмочного аппарата составлено из фамилии и имени разработчика Василия Константинова. Конструкция отражает общемировую тенденцию, заданную в 1937 году немецким Arriflex 35, впервые совместившим в одном компактном корпусе почти студийное качество съёмки и неограниченную мобильность. В этой камере впервые использован зеркальный обтюратор, обеспечивающий непрерывное сквозное визирование и точную фокусировку по матовому стеклу. Другой отправной точкой для конструктора «Конваса» несомненно стал французский Caméflex, вышедший на международный рынок кинотехники в 1947 году. В этой камере впервые использованы быстросменные полуторные кассеты магазинного типа, содержащие почти весь лентопротяжный тракт, включая зубчатые барабаны и задние салазки разъёмного фильмового канала. Размер обеих петель киноплёнки задаётся в момент её заправки в кассеты, и перезарядка всего аппарата занимает не более пяти секунд, достаточных для того, чтобы вдвинуть новую кассету в гнездо вместо израсходованной. В целом, компоновка и общее устройство «Конваса» сходны с «Камефлексом», обеспечивая такие же мобильность и универсальность. 
Первая модель советской камеры, выпущенная в 1954 году на смену устаревшей метражной «КС-50Б», оснащалась дополнительно сменными ручным и пружинным приводами, но позднее их исключили из конструкции, оставив только электропривод, выполняющий функцию рукоятки. По сравнению с «Камефлексом» советский аппарат оказался компактнее, но оснащён гораздо беднее: он никогда не поддерживал двухформатность, снимая только на 35-мм киноплёнку, лупа в первой модели была неподвижной, а поворотная более поздних выпусков не имела оптической компенсации вращения изображения, как во французском аналоге. Кроме того, простой плексигласовый обтюратор «Конваса» с зеркальным напылением не позволял менять выдержку, обладая постоянным углом раскрытия. Из-за слишком длинной лупы «Конвас» нельзя было упереть в плечо, как «Камефлекс», и вся тяжесть аппарата приходилась на руки кинооператора. Тем не менее, новый аппарат быстро получил распространение на киностудиях СССР, и на долгие годы завоевал симпатии кинематографистов. За короткий срок «Конвас-автомат» стал основным инструментом советского документального кинематографа. Несмотря на то, что изначально аппарат проектировался, как хроникальный, он получил признание и в постановочном кино благодаря своей универсальности. Конструкция была предельно технологична, что способствовало массовому выпуску этой камеры, которая производилась на Московском заводе киноаппаратуры («Москинап») и на Красногорском механическом заводе.

## Особенности конструкции
Важными отличиями «Конваса-автомата», сделавшими его столь универсальным, были наличие сопряжённого визира сквозной наводки с зеркальным обтюратором, до этого не применявшегося в советских ручных кинокамерах. Наличие полноценного видоискателя, компактность и модульная конструкция сделали этот аппарат пригодным практически для любых съёмок, особенно на натуре. Особенностью аппарата было использование разъёмного фильмового канала, позволяющего применять быстросменные кассеты магазинного типа. В полуторных кассетах ёмкостью 60 и 120 метров 35-мм киноплёнки находились почти все элементы лентопротяжного механизма, кроме передних салазок фильмового канала, кадровой рамки и грейферного механизма, расположенных в корпусе камеры. Слово «автомат» в названии обозначало именно автоматическую перезарядку, которая занимала не более нескольких секунд, что немаловажно во время хроникальных съёмок. 
Аппарат оснащён двухкривошипным односторонним однозубым грейфером без контргрейфера, обеспечивавшим устойчивость изображения, достаточную для кинохроники, но невысокую для художественного кинематографа. Однолопастный зеркальный обтюратор с постоянным углом раскрытия обеспечивал визирование и наводку на резкость по матовому стеклу при помощи обычной или дезанаморфотной лупы. Любая из трёх существовавших моделей аппарата «Конвас-автомат» была пригодна для съёмок фильмов как обычного формата, так и широкоэкранных. Для этого в комплекте имелись две сменные рамки с кадровым окном соответствующих размеров. При съёмке широкоэкранных фильмов обычная лупа сквозной наводки заменялась дезанаморфотной. До конца выпуска, продолжавшегося более тридцати лет, «Конвас-автомат» так и не был оснащён встроенным экспонометрическим устройством.

## Модификации
Первые киносъёмочные аппараты «Конвас-автомат» имели заводской индекс «1КСР», а выпускавшийся с 1957 года широкоэкранный вариант — «1КСРШ». Последний комплектовался специальным компендиумом и дезанаморфотной лупой. Аппарат 1КСР был оснащён сменными приводами (пружинным, ручным и электродвигателем), револьверной головкой на три объектива, и неподвижной лупой сквозной наводки. Почти все аппараты этой модели окрашивались светло-серой краской, по которой их можно отличить от более поздних модификаций.
В 1970 году на смену камере «1КСР» пришли две новые разновидности: «1КСР—1М» с такой же револьверной головкой, и «1КСР—2М» с одним объективодержателем стандарта ОСТ-19, рассчитанным на работу с тяжёлой оптикой, главным образом вариообъективами (в частности, на эту камеру устанавливался Ленар-2) и анаморфотной (широкоэкранной). От предшественника обе новые модели отличались креплением сменных электроприводов постоянного и переменного тока: пружинный и ручной приводы были исключены из комплектации. Основным стал привод постоянного тока «15ЭПСС» с выносным блоком аккумуляторов. Кроме того, была улучшена конструкция лупы сквозной наводки, которая теперь могла поворачиваться относительно корпуса камеры в двух плоскостях для удобства визирования из нестандартных положений. Конструкция кассеты полностью переработана, перестав быть копией «Камефлекса»: один комбинированный зубчатый барабан заменён тянущим и задерживающим, что существенно повысило удобство зарядки.
Последней модернизацией серийной камеры стало использование кварцованного электропривода «17ЭП—16АПК», пригодного для синхронной съёмки без дополнительной связи с магнитофоном. 
В остальном конструкция киносъёмочных аппаратов не менялась на всем протяжении существования «Конваса-автомата». Двухкривошипный грейфер, рабочий ход зуба которого имел практически прямолинейную траекторию, составлял основу конструкции аппарата и оставался неизменным, пережив все модернизации.
- «Конвас-автомат» модели 1КСР
- «Конвас-автомат» модели 1КСР производства КМЗ
- Кассета старого образца для аппарата 1КСР
- «Конвас-автомат» 1КСР—1М с приводом 17ЭП—16АПК
- Кассета нового образца для аппарата 1КСР-1М
- «Конвас-автомат» 1КСР—2М с кассетой 120 м. и компендиумом

После перестройки, когда производство отечественной киносъёмочной аппаратуры практически прекратилось, «Конвас-автомат» оставался в строю на студиях кинохроники, но уже практически не использовался для съёмки художественных фильмов, уступив место более современным бесшумным камерам «Arriflex 35 BL» и «Кинор-35С». Однако появились модификации аппарата с новыми микропроцессорными  приводами, оснащённые контргрейфером, телевизиром и объективодержателем международного стандарта Arri PL под маркировкой «1КСР-3М». Такие аппараты выпускались малыми партиями по индивидуальным заказам. Известны также модели «1КСР-7М» и «1КСР-8М», являющиеся модернизированными версиями трёх- и однообъективного «Конваса» соответственно.

## Использование
Основными недостатками аппарата «Конвас-автомат» были невысокая точность грейферного механизма и повышенный уровень шума, который не позволял использовать камеру для синхронных съёмок. Фонограмма, получаемая в случае такой съёмки, могла быть только черновой, пригодной для последующего студийного озвучения на её основе. Несмотря на это, подавляющая часть советской кинохроники была снята именно «Конвасом-автоматом», благодаря его универсальности и оперативности. Нет практически ни одного художественного фильма на 35-мм киноплёнке, в котором не было бы хотя бы нескольких монтажных планов, снятых этим аппаратом, потому что для немой съёмки с рук и в условиях экспедиции «Конвас-автомат» был приспособлен лучше любой отечественной камеры. Лёгкость получения изображения профессионального качества при съёмке в движении произвела настоящую революцию в эстетике советского кинематографа. Именно «Конвасом» кинооператор Сергей Урусевский снял самые выразительные кадры фильма «Летят журавли», известного своим передовым изобразительным решением. В картине «Неотправленное письмо» Урусевский отснял этой камерой более 80 % исходного материала. 
Камеры «Конвас-автомат» широко использовались для научных съёмок, и входили в оснащение отраслевых киностудий и отделов кинорегистрации большинства советских НИИ. Простота управления и эксплуатации позволяла обслуживать аппарат сотрудникам, не обладающим специальными навыками. Благодаря компактности и надёжности в сочетании с профессиональным качеством изображения, аппарат также использовался советскими космонавтами для съёмок во время полётов. Эта камера входила в комплект оборудования всех космических кораблей «Восток», и в кабине для неё специально отводилось штатное место. 
Комбинация из 11 (первоначально — из 22-х) аппаратов «Конвас-автомат», смонтированных на общей раме, использовалась для съёмки фильмов по кругорамной системе «Круговая кинопанорама».
Кроме того, сдвоенные аппараты «Конвас-автомат» применялись для съёмки советских стереофильмов.
После прекращения выпуска отечественной негативной киноплёнки с «позитивной» перфорацией и централизованных закупок импортной, которую «Кодак» специально для СССР выпускал с такой же перфорацией, «Конвас-автомат» оказался практически единственной отечественной камерой, пригодной для съёмки на импортную негативную плёнку с перфорацией Белл-Хауэлл (англ. BH-1866) международного образца. Зуб грейфера, не рассчитанного на высокую точность перемещения, не заполнял перфорацию по высоте, как у более совершенных камер. Это и дало возможность работы с импортной «негативной» перфорацией, меньшей высоты, чем отечественная. Поэтому в период активного развития малобюджетного «кооперативного» кино в начале 1990-х аппарат был востребован из-за своей дешевизны и неприхотливости к характеристикам кинонегатива.
«Конвас-автомат» до настоящего времени используется как учебная камера студентами кинематографических ВУЗов, а также некоторыми независимыми кинематографистами, как в России, так и за рубежом.

## Факты
- Первая в истории космическая киносъёмка во время орбитального полёта была осуществлена космонавтом Германом Титовым камерой «Конвас-автомат» в августе 1961 года[17]. В кабине космических кораблей «Восток», на одном из которых летал Титов, для «Конваса» было предусмотрено гнездо, а сам аппарат входил в штатное оснащение[10][18].
- Кинооператоры называли в обиходе «Конвасы» с турелью и без турели «трёхглазый» и «одноглазый»[10].
- «Конвас-автомат» модели 1КСР был использован в телесериале «Оттепель»: герой Евгения Цыганова оператор Хрусталёв снимает им проходящий поезд из ямы, выкопанной между рельс[источник не указан 3219 дней].